# Мідвей (атол)
Мідве́й (англ. Midway, гав. Pihemanu) — атол площею 6,2 км². Розташований у північній частині Тихого океану, в північно-західному кінці Гавайського архіпелагу. Складається з кільцевого рифу та кількох піщаних островів, з яких найбільші три: Сенд (Піщаний, площа 486 га), Істерн (Східний, площа 135 га) і Спіт (2 га).
Населення атолу дуже нечисленне (40 мешканців за даними 2004 року). За політичним статусом Мідвей є територією США.

## Історія

Неофіційний прапор острова

Острови були відкриті американським капітаном Бруксом у 1859 році. З 1867 року офіційно належать США. Свою назву (англ. Midway — середина шляху) атол отримав тому, що лежить на півдорозі між Каліфорнією і Японією. З 1941 до 1993 рр. на острові розташовувалася військово-морська база США. Тепер атол має статус національного заповідника США.
Біля атола Мідвей відбулась одна з визначних морських битв Другої світової війни — Битва за Мідвей. Це зіткнення між флотами США та Японії закінчилось перемогою США, що змінило весь хід війни у Тихому океані.

## Географія

### Клімат
Незважаючи на розміщення атолу на 28°12′ пн. широти, що є північніше Тропіка Рака, атолу Мідвей притаманний тропічний клімат саван (As за класифікацією Кеппена).
| Клімат атолу Мідуей (1953—1991)          | Клімат атолу Мідуей (1953—1991) | Клімат атолу Мідуей (1953—1991) | Клімат атолу Мідуей (1953—1991) | Клімат атолу Мідуей (1953—1991) | Клімат атолу Мідуей (1953—1991) | Клімат атолу Мідуей (1953—1991) | Клімат атолу Мідуей (1953—1991) | Клімат атолу Мідуей (1953—1991) | Клімат атолу Мідуей (1953—1991) | Клімат атолу Мідуей (1953—1991) | Клімат атолу Мідуей (1953—1991) | Клімат атолу Мідуей (1953—1991) | Клімат атолу Мідуей (1953—1991) |
| Показник                                 | Січ.                            | Лют.                            | Бер.                            | Квіт.                           | Трав.                           | Черв.                           | Лип.                            | Серп.                           | Вер.                            | Жовт.                           | Лист.                           | Груд.                           | Рік                             |
| Абсолютний максимум, °C                  | 27                              | 26                              | 26                              | 28                              | 30                              | 32                              | 33                              | 33                              | 33                              | 32                              | 31                              | 28                              | 33                              |
| Середній максимум, °C                    | 21,1                            | 20,8                            | 21,2                            | 22,1                            | 24,1                            | 27,1                            | 28,1                            | 28,6                            | 28,6                            | 26,7                            | 24,3                            | 22,3                            | 24,6                            |
| Середній мінімум, °C                     | 16,8                            | 16,5                            | 17,0                            | 17,8                            | 19,7                            | 22,7                            | 23,7                            | 24,2                            | 23,9                            | 22,4                            | 20,2                            | 18,0                            | 20,2                            |
| Абсолютний мінімум, °C                   | 11                              | 11                              | 11                              | 12                              | 13                              | 17                              | 17                              | 18                              | 18                              | 16                              | 13                              | 11                              | 11                              |
| Норма опадів, мм                         | 123                             | 97                              | 77                              | 76                              | 61                              | 52                              | 87                              | 110                             | 98                              | 96                              | 97                              | 104                             | 1080                            |
| Днів з опадами                           | 16                              | 14                              | 12                              | 11                              | 9                               | 9                               | 15                              | 15                              | 15                              | 14                              | 14                              | 16                              | 160                             |
| ---------------------------------------- | ------------------------------- | ------------------------------- | ------------------------------- | ------------------------------- | ------------------------------- | ------------------------------- | ------------------------------- | ------------------------------- | ------------------------------- | ------------------------------- | ------------------------------- | ------------------------------- | ------------------------------- |
| Джерело: Western Regional Climate Center |                                 |                                 |                                 |                                 |                                 |                                 |                                 |                                 |                                 |                                 |                                 |                                 |                                 |

## Природа
Атол є важливим місцем гніздування альбатросів. Саме тут гніздиться найстаріший серед диких птахів — самка темноспинного альбатроса, на ім'я Віздом.

## Забруднення
Забруднення морським сміттям є великою проблемою атолу Мідвей. Як і всі Гавайські острови, атол отримує значну кількість морського сміття з Великої тихоокеанської сміттєвої плями. Це сміття, що на 90 відсотків складається з пластику, накопичується на пляжах Мідвей. Сміття становить велику небезпеку для пташиної популяції атолу. Щороку на Мідвей намивається близько 20 тонн пластикового сміття, при цьому 5 тонн цього сміття з'їдають пташенята альбатросів, котрі потім гинуть.